# 中荘村 (石川県)
中荘村（なかしょうむら）は、石川県羽咋郡に存在した村。
村の名称はこの地域が江戸時代の「押水中荘」だったことによる。

## 地理
- 現在の宝達志水町の南部、旧押水町では中部に位置。おおよそ宝達川より南側に位置し、西側は平野部、東側は宝達丘陵の丘陵地。
- 山：宝達山
- 川：宝達川

## 歴史
- 1874年（明治7年）11月 - 中荘小学校開校。
- 1889年（明治22年）4月1日 - 町村制の施行により、羽咋郡上田村、上田出村、御館村、中野村、三日町村及び門前村を廃し、その区域をもって羽咋郡中荘村を設置する。
- 1898年（明治31年）4月24日 - 七尾鉄道（現・七尾線）が開通。村内に駅は開設されず。
- 1954年（昭和29年）11月3日 - 羽咋郡柏崎村、末森村、中荘村、北荘村及び北大海村を廃し、その区域をもって羽咋郡押水町を設置する。6大字は押水町の大字に継承。

## 教育
- 中荘村立中荘小学校
（1967年（昭和42年）9月1日に北荘小学校と統合し、宝達小学校となる。）